# Латинський кубок 1952
Четвертий розіграш Латинського кубка, що проводився з 25 червня по 29 червня 1952 року. Цей міжнародний футбольний клубний турнір розігрувався переможцями національних чемпіонатів Іспанії, Італії, Португалії та Франції. Країною-господаркою була Франція. Переможцем вдруге став італійський «Барселона». 
Кубок був заснований футбольними федераціями чотирьох романськомовних країн Західної Європи. Матчі кубку проводились в одній країні, по черзі в кожній з країн-учасниць. Розіграш кубка влаштовувався влітку по закінченні поточного сезону національних чемпіонатів. Змагання складалися з двох півфіналів, матчу за третє місце і фінального матчу.

## Учасники
| N° | Країна     | Команда     | Ліга                                  |
| -- | ---------- | ----------- | ------------------------------------- |
| 1  | Італія     | «Ювентус»   | 1 місце чемпіонату Італії 1951-52     |
| 2  | Іспанія    | «Барселона» | 1 місце чемпіонату Іспанії 1951-52    |
| 3  | Португалія | «Спортінг»  | 1 місце чемпіонату Португалії 1951-52 |
| 4  | Франція    | «Ніцца»     | 1 місце чемпіонату Франції 1951-52    |

## Півфінали
| 24.06.1952 |

| «Барселона»                                                             | 4:2 (2:1)  | «Ювентус»                    |
| ----------------------------------------------------------------------- | ---------- | ---------------------------- |
| Едуардо Манчон 3' Естаніслао Басора 24', 56' Ладіслав Кубала 51' (пен.) | (Протокол) | 41', 82' Джамп'єро Боніперті |

| «Парк де Пренс», Париж Арбітр: Раймон Вісентіні |

«Барселона»: Антоні Рамальєтс, Густаво Біоска, Хосе Марія Мартін, Хосеп Сегер, Андреу Бош, Хорді Вілья Солер, Естаніслао Басора, Хайме Ескудеро, Сезар Родрігес, Ладіслав Кубала, Едуардо Манчон, Тренер: Фердинанд Даучик
«Ювентус»: Джованні Віола, Ріно Ферраріо, Серджо Маненте, Альберто Бертуччеллі, Карл Оге Гансен, Альберто Піччініні, Джакомо Марі, Карл Оге Праст, Джамп'єро Боніперті, Йон Гансен, Ермес Муччінеллі, Тренер: Дьордь Шароші
| 24.06.1952 |

| «Ніцца»                                               | 4:2 (4:0)  | «Спортінг»                             |
| ----------------------------------------------------- | ---------- | -------------------------------------- |
| Дезіре Карре 8', 16' Луїс Карнілья 20' Жан Куртуа 43' | (Протокол) | 62' Веріссіму Алвеш 64' Албану Перейра |

| «Парк де Пренс», Париж Арбітр: Рікардо П'єрі |

«Ніцца»: Марсель Домінго, Сесар Гонсалес, Гі Пойтевін, Махамед Фіру, Антуан Боніфаці, Жан Бельве, Дезіре Карре, Жан Куртуа, Абделазіз Бен Тіфур, Луїс Карнілья, Жорж Чезарі, тренер: Нюма Андуар
«Спортінг»: Карлуш Гоміш, Жоакім Пачеку, Мануел Пассуш, Мануел Кальдейра, Жука, Веріссіму Алвеш, Рола, Маріу Пачеку Нобре, Мануел Васкеш, Жозе Травассуш, Албану Перейра. Тренер: Рендольф Галловей.

## За третє місце
| 28.06.1952 |

| «Ювентус»                                                 | 3:2 (3:1)  | «Спортінг»            |
| --------------------------------------------------------- | ---------- | --------------------- |
| Джамп'єро Боніперті 5' Карл Гансен 7' Паскуале Віволо 15' | (Протокол) | 30', 78' Жоау Мартінш |

| «Парк де Пренс», Париж Арбітр: Мануель Асенсі Мартін |

«Ювентус»: Джованні Віола, Ріно Ферраріо, Серджо Маненте, Альберто Бертуччеллі, Карл Оге Гансен, Альберто Піччініні, Паскуале Віволо, Джакомо Марі, Джамп'єро Боніперті, Йон Гансен, Ермес Муччінеллі, Тренер: Дьордь Шароші
«Спортінг»: Карлуш Гоміш, Жоакім Пачеку, Мануел Пассуш, Мануел Кальдейра, Жука, Веріссіму Алвеш, Рола, Жоау Мартінш, Мануел Васкеш, Жозе Травассуш, Албану Перейра. Тренер: Рендольф Галловей.

## Фінал
| 29 червня 1952 |

| «Барселона» | 1:0 (0:0)  | «Ніцца» |
| ----------- | ---------- | ------- |
| Сезар 80'   | (протокол) |         |

| «Парк де Пренс», Париж Арбітр: Рейш Сантуш |

|                  |    |                   |  |
|                  |    |                   |  |
| ВР               | 1  | Антоні Рамальєтс  |  |
| ЗХ               | 2  | Чече Мартін       |  |
| ЗХ               | 3  | Густаво Біоска    |  |
| ЗХ               | 4  | Хосеп Сегер       |  |
| ПЗ               | 5  | Андреу Бош        |  |
| ПЗ               | 6  | Хайме Ескудеро    |  |
| НП               | 7  | Естаніслао Басора |  |
| НП               | 8  | Сезар Родрігес    |  |
| НП               | 9  | Ладіслав Кубала   |  |
| НП               | 10 | Еміліо Альдекоа   |  |
| НП               | 11 | Едуардо Манчон    |  |
| Тренер:          |    |                   |  |
| Фердинанд Даучик |    |                   |  |

|                  |    |                     |  |
|                  |    |                     |  |
| ВР               | 1  | Марсель Домінго     |  |
| ЗХ               | 2  | Мохамед Фіру        |  |
| ЗХ               | 3  | Альфонс Мартінес    |  |
| ЗХ               | 4  | Панчо Гонсалес      |  |
| ПЗ               | 5  | Гай Пойтевен        |  |
| ПЗ               | 6  | Жан Бельве          |  |
| НП               | 7  | Жан Куртуа          |  |
| НП               | 8  | Віктор Нюренберг    |  |
| НП               | 9  | Дезіре Карре        |  |
| НП               | 10 | Антуан Боніфасі     |  |
| НП               | 11 | Абделазіз Бен Тіфур |  |
| Головний тренер: |    |                     |  |
| Нюма Андуар      |    |                     |  |

## Найкращі бомбардири

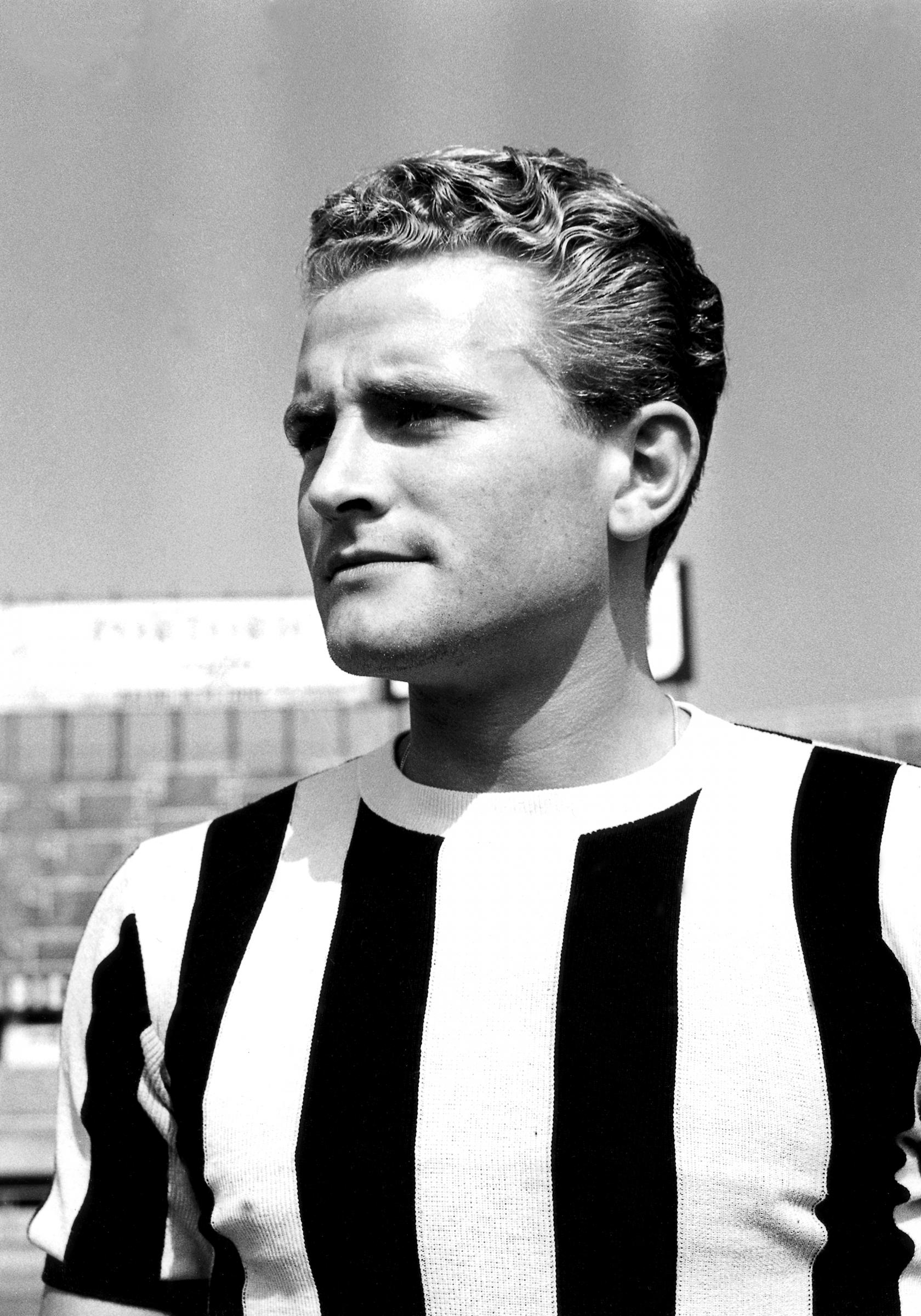
Джамп'єро Боніперті — найкращий бомбардир турніру

| Місце | Гравець                         | Голи |
| ----- | ------------------------------- | ---- |
| 1     | Джамп'єро Боніперті («Ювентус») | 3    |
| 2     | Естаніслао Басора («Барселона») | 2    |
| 2     | Жоау Мартінш («Спортінг»)       | 2    |
| 2     | Дезіре Карре («Ніцца»)          | 2    |